# Retroseptellina
Retroseptellina es un género de foraminífero bentónico de la Subfamilia Globivalvulininae, de la Familia Globivalvulinidae, de la Superfamilia Globivalvulinoidea, del Suborden Endothyrina, del Orden Endothyrida, de la Subclase Fusulinana y de la Clase Fusulinata. Su especie tipo es Globivalvulina decrouezae. Su rango cronoestratigráfico abarca desde el Wordiense (Pérmico medio) hasta el Changhsingiense (Pérmico superior).

## Discusión
Clasificaciones previas hubiesen incluido Retroseptellina en la Subfamilia Biseriammininae, de la Familia Biseriamminidae, de la Superfamilia Palaeotextularioidea, del Suborden Fusulinina y del Orden Fusulinida.

## Clasificación
Retroseptellina incluye a las siguientes especies:
- Labioglobivalvulina decrouezae †
- Labioglobivalvulina globosa †
- Labioglobivalvulina nitida †